# Appenweier
Appenweier – miejscowość i gmina w Niemczech, w kraju związkowym Badenia-Wirtembergia, w rejencji Fryburg, w regionie Südlicher Oberrhein, w powiecie Ortenau. Leży ok. 10 km na północ od centrum Offenburga, przy skrzyżowaniu dróg krajowych B3 i B28, oraz linii kolejowej (InterCity).
W gminie znajduje się stacja kolejowa.

## Współpraca
- Montlouis-sur-Loire, Francja